# DUBFORCE
DUBFORCE（ダブフォース）は、日本のダブバンド。2015年結成。

## 経歴
2015年3月に行われたチャリティ・イベント「Asamoto Lovers Aid」をきっかけに結成された。MUTE BEATのメンバーであった屋敷豪太、増井朗人、DUB MASTER Xを中心に結成。
2016年3月にゲストとして参加していたいとうせいこうが正式加入。11月2日に、シングル（5曲入りCD）『DUBFORCE』をリリース。
2018年6月27日に、7インチEP『LIAR DUB / 光り出しそうだ』をリリース。7月10日には、渋谷クラブクアトロ30周年記念企画ライブに、こだま和文、オープンリール・アンサンブルの和田永をゲストに迎えて出演。
2019年8月3日に、CDのみの発売だった1stシングル収録の5曲に加え、7インチEPの2曲を追加収録した初のアナログLP『DUBFORCE』をリリース。9月11日、A面に柴田聡子をフィーチャーし、安室奈美恵のヒット曲をカヴァーした7インチEP『BABY DON’T CRY / HOPE DUB』をリリース。
2021年3月3日、DUBFORCEから派生する形で生まれたダブ・ポエトリー・ユニット、いとうせいこう is the poetの1st.アルバム『ITP 1』をリリース。

## メンバー
- 屋敷豪太 (やしき ごうた、1962年2月26日 - )：ドラムス
京都府出身。以前はMUTE BEAT、MELON、Simply Redのドラマーとして活動。
- 増井朗人 (ますい あきひと、1963年10月21日 - )：トロンボーン
大阪府出身。THE MANのトロンボーン担当。以前はMUTE BEATやTHE THRILL、KEMURIで活動していた[4]。
- DUB MASTER X (ダブ・マスター・エックス、1963年1月8日 - )：ミックス
北海道出身。本名・宮崎泉（みやざき いずみ）。屋敷や増井と同じくMUTE BEATでDUBエンジニアとして活動。
- いとうせいこう (1961年3月19日 - )：作詞、ポエトリー・リーディング
東京都出身。2016年3月加入[5]。ラッパーとしてはDUB MASTER XとのユニットやTHE DUB FLOWER、□□□での活動がある。
- Watusi (ワツシ)：ベース
群馬県出身。本名・角田敦（つのだ あつし）。COLDFEETのベーシスト・プログラマー。かつて、Mr.Christmas、TANGOSにも在籍。
- 會田茂一 (あいだ しげかず、1968年12月4日 - )：ギター
東京都出身。愛称は"アイゴン"。HONESTYやEL-MALO、HiGEなどで活動。
- 龍山一平 (たつやま いっぺい、1974年1月28日 - )：キーボード
東京都出身。TARIKI ECHOのDJ、ハグトーンズのキーボード担当で、onetrap所属。THE DUB FLOWERや植村花菜らのサポートメンバーとしても活動。
- コバヤシケン (1969年6月9日 - )：サクソフォーン
KEMURIのテナーサックス担当。KEMURIの元メンバーで、AIR'S ROCKというユニットで共に活動している増井から誘われDUBFORCEに加入[5]。
- SAKI (サキ)：トランペット
オレスカバンドのトランペット担当。

### 元メンバー
- エマーソン北村 (エマーソン きたむら)：キーボード
THEATRE BROOKのキーボード担当。以前はJAGATARAやMUTE BEATで活動。
- 巽朗 (たつみ あきら)：サクソフォーン
元DETERMINATIONSのサックス担当。
- 多田暁 (ただ ぎょう)：トランペット
THE THRILLのメンバー。

## ディスコグラフィ

### シングル
|                | 発売日         | タイトル                  | 規格品番       |
| OVERHEAT MUSIC | OVERHEAT MUSIC | OVERHEAT MUSIC            | OVERHEAT MUSIC |
| -------------- | -------------- | ------------------------- | -------------- |
| CD             | 2016年11月2日  | DUBFORCE                  | OVE-0113       |
| 7inch          | 2018年6月27日  | LIAR DUB / 光り出しそうだ | OVE-7-0132     |
| 7inch          | 2019年9月11日  | BABY DON’T CRY / HOPE DUB | OVE-7-0136     |

### アルバム
|     | 発売日       | タイトル | 規格品番 |
| HMV | HMV          | HMV      | HMV      |
| --- | ------------ | -------- | -------- |
| LP  | 2019年8月3日 | DUBFORCE | HRLP169  |

## 参加作品
- 宮沢和史「風になりたい 〜with Ska Lovers〜」 (2015年、宮沢和史『MUSICK』収録 / 編曲・演奏参加)
- MONDO GROSSO「ラビリンス (DUBFORCE Mix)」 (2017年、MONDO GROSSO「ラビリンス」収録 / リミックス参加)

## 主なライブ出演
- GREENROOM FESTIVAL (2016年5月22日)
- いとうせいこうフェス (2016年9月30日)
- ワールド・ハピネス (2017年8月6日：いとうせいこう with DUB FORCE名義)